# Губа Варламова
Губа Варламова — губа на Мурманском берегу Баренцева моря. Расположена в юго-западной части Кольского залива. Открыта к северо-востоку, вдается в материк на 1,9 км. Ширина у входа 1,9 км.
В губе расположены 2 острова: Большой Варламов и Малый Варламов. В залив впадает несколько ручьёв. Мыс Шавор ограничивает губу Варламова с запада. К западу и югу залив мелководен, а к востоку и юго-востоку глубина его увеличивается до 49 м.
Берега губы в основном состоят из сравнительно небольших каменистых сопок (до 100 м) и лишь в южной её части, близ вершины берег песчаный и низменный.
На западном берегу залива находится город Североморск. Административно бухта входит в городской округ ЗАТО город Североморск Мурманской области России.
Ранее напротив Варламовых островов на берегу губы располагался населённый пункт Варламова губа (Варламово), получивший название от фамилии «муномошских саамов» Варламовых, живших здесь в XVI—XVII веках. Саамам Ефиму и Никите Варламовым согласно писцовой книге 1608 года, принадлежали острова в губе, которые использовались для ловли сёмги. В 1920 году на западном берегу Варламовой губы возник населённый пункт Верхнее Варламово. Во второй половине 1950-х годов на южном берегу Варламовой губы возник населённый пункт Нижнее Варламово. В 1958—1959 существовал также посёлок Варламово. Все населённые пункты в 1959 году были включены в состав Североморска.
По губе до 1952 года была названа улица Губа Варламова в Североморске.